# Lhokpu
Le lhokpu est une langue tibéto-birmane parlée au Bhoutan. 

## Répartition géographique
Le lhokpu est parlé dans les collines du district de Samtse, dans le sud-ouest du Bhoutan, non loin de la frontière indienne. La langue est encore largement utilisée dans les deux communautés où elle parlée, mais elle est menacée par la progression du népali amené dans la région par des immigrants népalais. Les Lhokpu sont tous bilingues dans cette langue.

## Classification interne
Selon Van Driem, le lhokpu est une langue isolée à l'intérieur du tibéto-birman dont elle constitue un groupe.
Ethnologue, Languages of the World la classe dans la groupe « Bodish » de la famille des langues sino-tibétaines.
Pour Glottolog, la langue fait partie des langues himalayennes (en), un groupe de la famille des langues sino-tibétaines.